# José Mota (futbolista)
José Albano Ferreira da Mota (Paredes, Portugal; 25 de febrero de 1964) es un exfutbolista y entrenador portugués.

## Trayectoria
Después de un comienzo humilde con Aliados do Lordelo FC, pasó casi una década en el Paços de Ferreira a menudo dirigiendo al club como su capitán. Tras retirarse se incorporó inmediatamente a su cuerpo técnico, siendo ascendido a director técnico en 2000. En 2003 estuvo un breve paso por el Santa Clara en las Azores, pero volvió a Paços de Ferreira poco después.
En la temporada 2006-07 llevó a Paços de Ferreira a la Copa de la UEFA por primera vez después de un sexto puesto en la liga. Posteriormente los norteños perderían en la primera ronda de la competición europea contra el AZ Alkmaar, 0-1 en el global.
En julio de 2008, Mota dejó Paços y fichó por Leixões SC también en la Primeira Liga. El 9 de febrero de 2010, con el equipo ocupando el penúltimo lugar de la tabla de posiciones fue despedido.
Mota volvió a la actividad en noviembre de 2010 siendo designado en el CF Os Belenenses que luchaba en la segunda división y finalmente evitó por poco el descenso. Entre febrero de 2012 y octubre del año siguiente entrenó al Vitória Setúbal en la máxima categoría.
El 2 de septiembre de 2014 fue contratado por el Gil Vicente en sustitución de João de Deus, despedido tras tres derrotas en otros tantos partidos de primera división. El 25 de marzo de 2016 tras un periodo de inactividad fichó por el Desportivo Feirense de segunda división, llevándolo al ascenso tras cuatro años y siendo relevado de sus funciones en diciembre del mismo año.
Mota fue designado en el Desportivo das Aves el 18 de febrero de 2017, logrando otro ascenso a la máxima categoría portuguesa pero saliendo posteriormente de común acuerdo. El entrenador de 53 años se mudó al extranjero por primera vez a fines de junio, firmó un contrato de dos años con el Sportif Sfaxien de la Ligue Professionnelle 1 de Túnez  y lo llevó a los cuartos de final de la Copa Confederación de la CAF.
Regresó tanto a Portugal como al Desportivo das Aves el 24 de enero de 2018, reemplazando al suspendido Lito Vidigal y siendo nombrado coordinador senior de fútbol y canteras. El 18 de abril, llevó al club a su primera final de la Copa de Portugal después de deshacerse del humilde Caldas SC 3-1 en el global, derrotando al Sporting de Lisboa 2-1 en el partido decisivo.
El 16 de enero de 2019 dejó el Desportivo das Aves de mutuo acuerdo tras su eliminación de los cuartos de final de la copa por parte del Braga. Regresó a la liga el 10 de marzo en el Desportivo Chaves hasta 2020, y reiteró su compromiso con el club después de que descendieran en el último día de la temporada con una derrota por 5-2 ante el Desportivo Tondela; logró su partido número 400 en la máxima categoría de Portugal el 21 de abril, un empate 2-2 contra el Belenenses Futebol SAD.
El 19 de diciembre de 2019 con el equipo en octavos se rescindió el contrato de Mota y fue sustituido por César Peixoto. Trece meses después volvió a trabajar en el Leixões, que ocupa el puesto 16, después de más de una década de ausencia.

## Palmarés

### Entrenador
Paços de Ferreira
- Segunda Liga: 1999–2000, 2004–05

Desportivo das Aves
- Taça de Portugal: 2017-18